# Shunkō-in

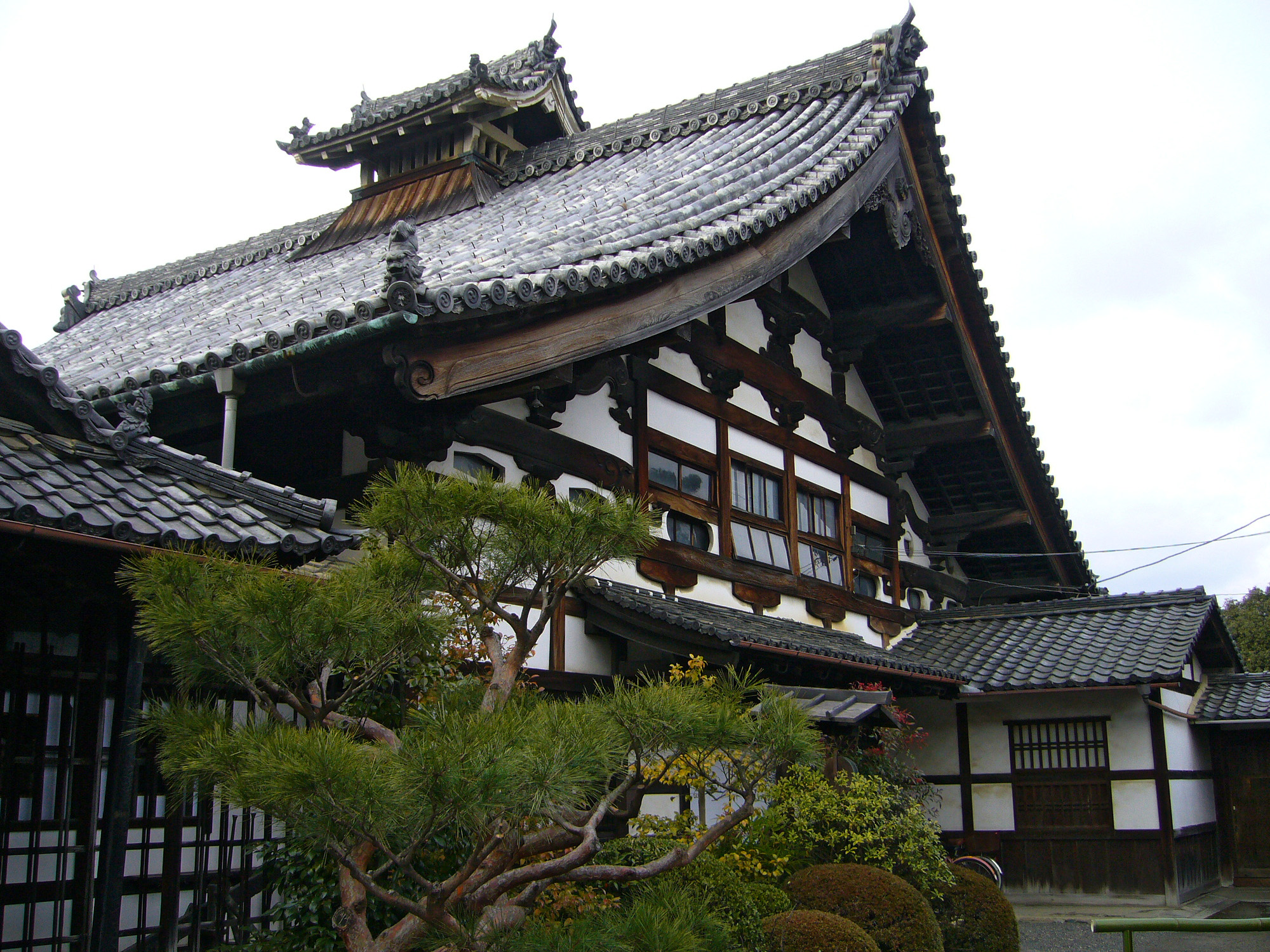
Le Shunkō-in

Le Shunkō-in (春光院) est un temple bouddhiste Zen situé à Kyoto (Japon) qui appartient à l'école Myōshin-ji (« temple de l'esprit excellent »), qui est la plus importante des 14 écoles japonaises Rinzai du Bouddhisme Zen. Le temple est fondé en 1590 par Horio Yoshiharu, seigneur féodal, (daimyo), du domaine de Matsue dans l'actuelle préfecture de Shimane. Ce temple abrite d'importants objets historiques qui reflètent l'atmosphère religieuse et artistique multiforme au Japon à partir du XVIe siècle. 

## La cloche Nanban-ji
La cloche Nanban-ji est fondue au Portugal en 1577 par les Jésuites. Elle est utilisée à l'église Nanbanji fondée par le père jésuite Gnecchi-Soldo Organtino avec le soutien d'Oda Nobunaga en 1576. L'église est cependant détruite en 1587 parce que le régent Toyotomi Hideyoshi édicte la première loi contre les chrétiens au Japon. La cloche arrive au Shunkō-in au cours de l'époque d'Edo. Pendant la Seconde Guerre mondiale, le grand-père de l'actuel vice-abbé enterre la cloche dans les jardins du temple pour empêcher sa destruction par les autorités de l’État.

## La lanterne Kirishitan
L'époque d'Edo (entre 1603 et 1867) représente la période sombre pour les Chrétiens au Japon. Le Christianisme est interdit et les Chrétiens systématiquement éliminés par le shogunat Tokugawa, autrement appelé bakufu Edo. Quelques Chrétiens cependant conservent leur foi et dissimulent leur identité religieuse. Ces Chrétiens cachés font leurs croix et tombes à la ressemblance des statues bouddhistes, des pagodes et des tōrō (lanternes de pierre). La lanterne chrétienne cachée du Shunkō-in fait partie de ces objets religieux.

## Le Jardin des rochers, ou Sazareishi-no-niwa
Le Jardin des rochers, ou Sazareishi-no-niwa, est le principal jardin du Shunkō-in. Le thème en est l'Ise-jingū, dans la préfecture de Mie. L'Ise-jingū est en effet le sanctuaire le plus sacré de tous les sanctuaires shinto au Japon. Ce jardin abrite une forêt dédiée à Amaterasu-Ômikami, une déesse du soleil, et un sanctuaire dédié à Toyouke-no-Ômikami, une déesse de l'agriculture. Il est fréquent de voir des objets bouddhistes et shintoïstes consacrés au même endroit au Japon parce que jusqu'à l'ère Meiji (fin du XIXe siècle, début du XXe siècle), la croyance populaire au Japon veut que les divinités shintoïstes sont les différentes formes qu'emprunte le Bouddha pour sauver les gens (voir l'article Shinbutsu shūgō).

## Les panneaux de portes coulissantes, ou fusuma-e, par Eigaku Kanō
Plusieurs panneaux de portes coulissantes du Shunkōin sont peints par Eigaku Kanō. Certains de ces panneaux ont pour thème des enseignements confucéens. Le Confucianisme est très important pour les samouraï de l'époque d'Edo parce qu'il leur enseigne l'honneur, la loyauté et l'honnêteté.

## Les azalées de Daisetz Teitaro Suzuki
Le Shunkō-ina est l'un des lieux les plus importants de la philosophie bouddhiste japonaise au début du XXe siècle. Daisetz Teitaro Suzuki et Shin'ichi Hisamatsu, deux des plus célèbres philosophes bouddhistes zen japonais, y discutent de l'avenir du bouddhisme japonais. Des azalées plantés par D.T. Suzuki ornent le jardin de devant du Shunkō-in.

## Source de la traduction
- (en) Cet article est partiellement ou en totalité issu de l’article de Wikipédia en anglais intitulé « Shunkō-in » (voir la liste des auteurs).